# Axel Witsel
Axel Thomas Witsel (født 12. januar 1989 i Liège, Belgien) er en belgisk fodboldspiller, der fra 2022 spiller hos den spanske klub Atlético Madrid. Han har tidligere spillet for den kinesiske klub Tianjin Quanjian F.C. Skiftet til den kinesiske klub gav genlyd i fodboldverdenen på grund af de store pengebeløb, der var involveret i skiftet fra Zenit Skt. Petersborg.
Han indledte sin karriere i Standard Liège og spillede her i de første fem år af sin seniorkarriere, startende i 2006. Inden da havde han også repræsenteret klubben på ungdomsniveau. Med klubben vandt han det belgiske mesterskab to gange, i 2008 og 2009.
Witsel opnåede 30. august 2009 stor mediebevågenhed, da han under et opgør mod rivalerne Anderlecht var årsag til, at Marcin Wasilewski brækkede benet. Han blev efterfølgende idømt en karantæne på otte spilledage af det belgiske fodboldforbund.

## Landshold
Witsel står (pr. 10. oktober 2016) noteret for 78 kampe og otte scoringer for Belgiens landshold, som han debuterede for i 2008.